# Bērzkalne socken
Bērzkalne socken (lettiska: Bērzkalnes pagasts) är ett administrativt område i Balvi kommun i Lettland.